# YPVS

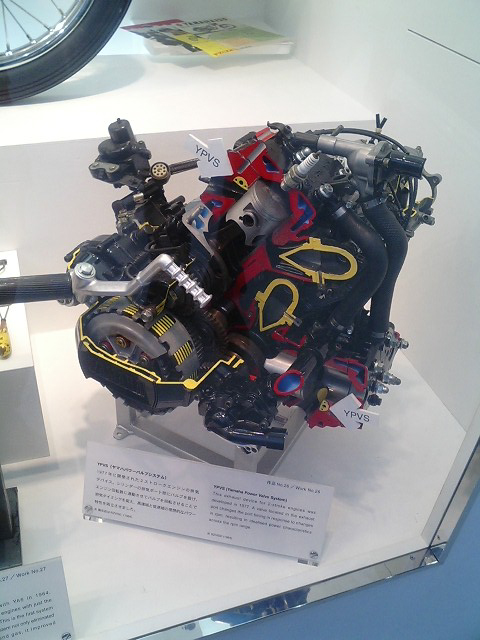
Yamaha Power Valve System

El YPVS, siglas de Yamaha Power Valve System (Sistema de Válvula de Potencia Yamaha) es un sistema empleado hace años por el fabricante de motocicletas Yamaha en sus motores de dos tiempos. Consiste en una válvula que regula la lumbrera de escape, variando su paso en relación con las revoluciones del motor, dado que según el régimen será necesario un mayor o menor caudal de salida de gases para obtener el máximo rendimiento. Una evolución de este sistema aplicado a un motor de cuatro tiempos fue el EXUP.